# Pawel Serafimowitsch Lednjow
Pawel Serafimowitsch Lednjow (russisch Павел Серафимович Леднёв, * 23. März 1943 in Gorki; † 23. November 2010 in Moskau) war ein sowjetischer Moderner Fünfkämpfer.
Mit insgesamt sieben Medaillen bei vier Olympischen Sommerspielen und vier Einzel- und zwei Mannschaftsweltmeistertiteln zählt er zu den erfolgreichsten Modernen Fünfkämpfern der Sportgeschichte.
Bei seiner ersten Olympiateilnahme bei den Spielen 1968 in Mexiko-Stadt gewann er eine Silbermedaille mit der sowjetischen Mannschaft und eine Bronzemedaille im Einzelwettbewerb. Vier Jahre später bei den Spielen 1972 in München wurde er mit der Mannschaft Olympiasieger und in der Einzelkonkurrenz Dritter. Bei den Spielen in Montreal im Jahr 1976 errang er im Einzelwettkampf die Silbermedaille. Vor heimischer Kulisse bei den Spielen 1980 in Moskau gewann er mit der Mannschaft zum zweiten Mal den Teamwettbewerb sowie mit einem dritten Platz im Einzelwettbewerb seine vierte Einzelmedaille.
In den Jahren 1973, 1974, 1975 und 1978 wurde Pawel Lednjow Einzelweltmeister und 1977 Vizeweltmeister. Bei Mannschaftsweltmeisterschaften belegte er mit dem sowjetischen Team 1973 und 1974 den ersten Platz, 1963, 1965, 1966 und 1977 den zweiten Platz sowie 1975 und 1978 den dritten Platz.